# زمین‌لرزه ۲۰۰۷ پرو
زمین‌لرزه پرو  در تاریخ ۱۵ اوت ۲۰۰۷ میلادی، برابر با ‎۲۴ مرداد ۱۳۸۶، ساعت ۲۳:۴۰:۵۷ به زمان یوتی‌سی در پرو رخ داد. ژرفای این زلزله ۳۹ کیلومتر بود، و بزرگی آن ۸ در مقیاس Mw اعلام شده‌است. زمین‌لرزه به وقت محلی در روز چهارشنبه، ساعت ۱۸ روی داده و منطقه زمانی آن یوتی‌سی -۵ بوده‌است .
سازمان زمین‌شناسی آمریکا نیز رومرکز این زمین‌لرزه را در مختصات ۱۳°۲۳′۱۰″جنوبی ۷۶°۳۶′۱۱″غربی / ۱۳٫۳۸۶°جنوبی ۷۶٫۶۰۳°غربی و ژرفای آن را در ۳۹ کیلومتر گزارش کرده‌است. بزرگی برگزیدهٔ این سازمان از میان بزرگی‌های محاسبه‌شدهٔ مختلف ۸ در مقیاس Mw بوده و از دید اثر، در میان چهار دسته‌بندی «نامحسوس»، «محسوس»، «زیان‌آور» یا «با تلفات»، زلزله را «با تلفات» اعلام کرده‌است.بیش از ۳۹۷۰۰ ساختمان در زمین‌لرزه آسیب دیده یا خراب شده‌است.رانش زمین در آن به وجود آمده‌است.
پروژهٔ «تنسور گشتاور مرکزوار» زاویه‌های (راستا، شیب، ریک) گسل سازندهٔ زمین‌لرزه و صفحه عمود بر آن را (°۳۲۱، °۲۸، °۶۳) یا (°۱۷۱، °۶۵، °۱۰۴) و نوع گسل را «معکوس» فرارسانده‌است.
شمار کشتگان زلزله حدود ۵۱۴ نفر بوده‌است.تعداد زخمیان ۱۰۹۰ نفر برآورده شده‌است.